# Truppe cammellate
Truppe cammellate è un'espressione della lingua italiana, appartenente al lessico politico e giornalistico. Tale termine, originariamente utilizzato per truppe militari montate su camelidi, si è attestato nell'uso corrente come termine figurato per indicare persone condotte non spontaneamente a una manifestazione o comunque sostenitori a pagamento oppure raccolti sotto forma di associazione, gruppo di pressione o corrente referenti a una linea politica o a un leader politico.
Per estensione, si parla di cammellaggio quando un gruppo partecipa massivamente ed in modo organizzato ad iniziative di terzi, per sfruttarle a propri fini. 

## Casi noti

### Truppe mastellate
Lo scrittore e giornalista Giampaolo Pansa rimodulò il termine in truppe mastellate, per indicare i fedelissimi sostenitori del politico della Democrazia Cristiana, Clemente Mastella. Lo stesso Mastella rievocò le stesse, nel 2007, in un comizio accanto a Silvio Berlusconi, dichiarando: Per quanto riguarda le truppe di sostenitori, Silvio ha imparato da me, e dalle truppe mastellate di democristiana memoria.

### + Europa e Tabacci
Per evitare di raccogliere le firme nelle elezioni politiche del 2018, +Europa di Emma Bonino accettò di candidarsi con il simbolo del Centro Democratico di Bruno Tabacci. Pochi mesi dopo, nella scelta del segretario di +Europa, Tabacci venne accusato di aver cammellato l'elezione al fine di far eleggere Benedetto della Vedova  anziché lo storico leader radicale Marco Cappato. L'operazione di Tabacci riuscì, e della Vedova divenne segretario di +Europa.